# José Mário Stroeher

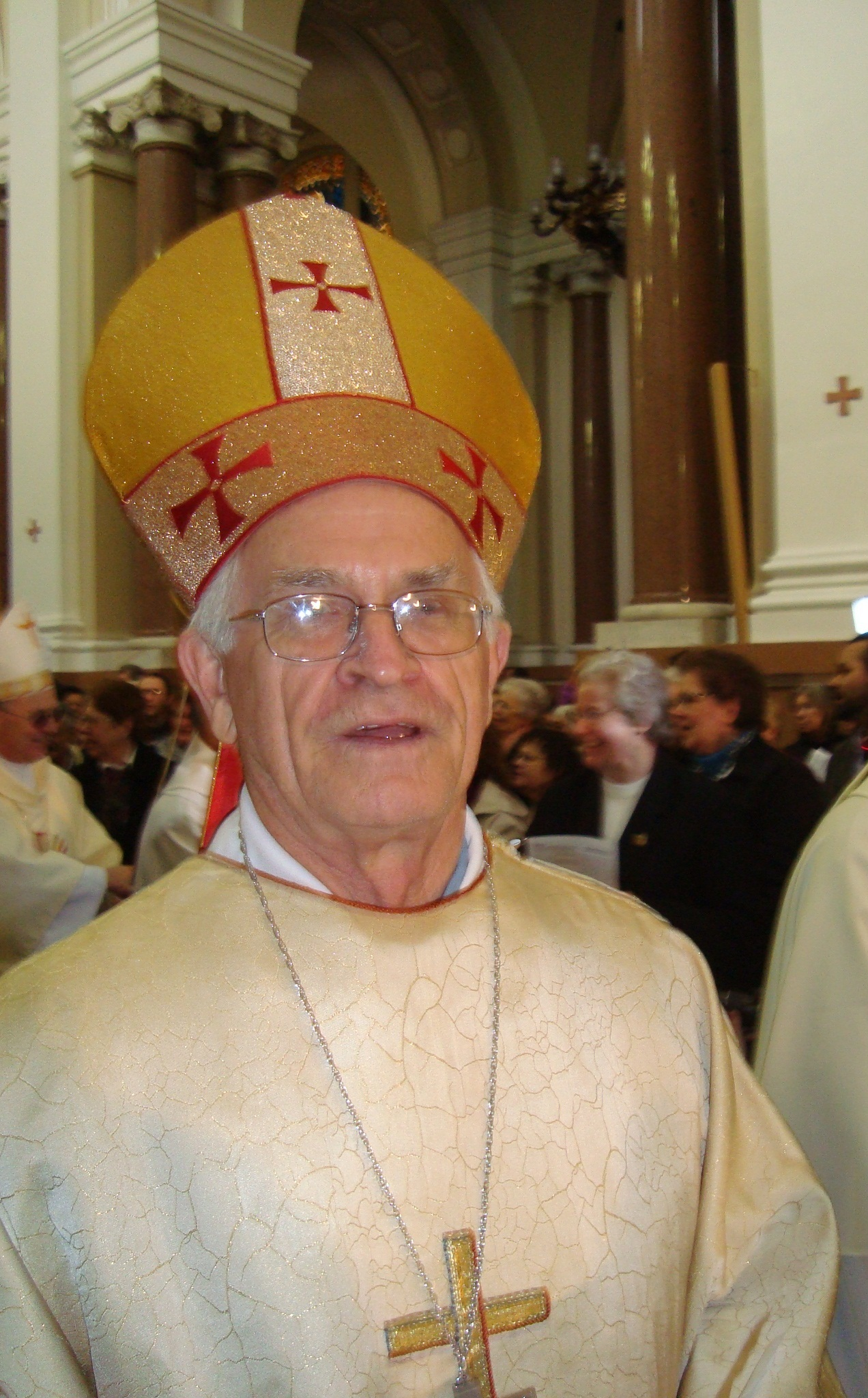

José Mário Stroeher (* 19. März 1939 in Feliz) ist ein brasilianischer Geistlicher und emeritierter römisch-katholischer Bischof von Rio Grande.

## Leben
José Mário Stroeher empfing am 21. Dezember 1963 die Priesterweihe.
Papst Johannes Paul II. ernannte ihn am 25. März 1983 zum Weihbischof in Porto Alegre und Titularbischof von Nicives. Die Bischofsweihe spendete ihm der Erzbischof von Porto Alegre, João Cláudio Colling, am 24. Juni desselben Jahres; Mitkonsekratoren waren Alfredo Vicente Kardinal Scherer, Alterzbischof von Porto Alegre, und José Ivo Lorscheiter, Bischof von Santa Maria. Sein Wahlspruch lautete VOSSO É O REINO DE DEUS.
Am 8. August 1986 wurde er zum Bischof von Rio Grande ernannt.
Am 17. Februar 2016 nahm Papst Franziskus seinen altersbedingten Rücktritt an.